# Bright Size Life
 (juin 2022).
Si vous disposez d'ouvrages ou d'articles de référence ou si vous connaissez des sites web de qualité traitant du thème abordé ici, merci de compléter l'article en donnant les références utiles à sa vérifiabilité et en les liant à la section « Notes et références ».
Albums de Pat Metheny
Watercolors
(1977)
Bright Size Life est le premier album du guitariste de jazz américain Pat Metheny sorti en 1976 chez ECM, enregistré alors qu'il était âgé de 21 ans. Metheny est accompagné de Jaco Pastorius à la basse fretless et Bob Moses à la batterie.

## À propos de l'album
Les morceaux de Bright Size Life ont été composés lorsque Metheny vivait à Boston et enseignait à la Berklee School of Music. Le mentor de Metheny, le vibraphoniste Gary Burton, l'a aidé à arranger les morceaux et l'a accompagné à la session d'enregistrement en Allemagne. Malgré cela, Burton n'a jamais reçu de crédit de producteur lors de la sortie du disque.[réf. nécessaire]
Metheny a décrit l'album comme étant « modérément réussi » lors de sa sortie, se vendant à environ 900 exemplaires. Il ne reçoit une reconnaissance plus large que 10 à 15 ans plus tard.[réf. nécessaire]
L'album est un classique à avoir dans sa discothèque jazz pour la radio NPR, principalement pour les qualités mélodiques que déploient les trois hommes. En août 2020, l'album figure dans la liste de Jazzwise des 100 albums de jazz qui ont marqué le monde.

## À propos des morceaux
Le répertoire de l'album est principalement constitué de compositions de Pat Metheny, évoquant parfois le Midwest où il a grandi : Missouri Uncompromised, Midwestern Nights Dream et Omaha Celebration. Ces compositions contiennent d'ailleurs de grands intervalles, qui peuvent évoquer ces paysages grands ouverts.
Le trio joue Round Trip/Broadway Blues d'Ornette Coleman, annonçant Song X (en), album paru en 1985, sur lequel jouent Metheny et Coleman.
En 2005, le morceau-titre est inclus sur la compilation Progressions: 100 Years of Jazz Guitar parue chez Columbia Records, puis en 2011 sur la compilation Jazz: The Smithsonian Anthology.

## Liste des morceaux
| No | Titre                     | Musique         | Durée |
| -- | ------------------------- | --------------- | ----- |
| 1. | Bright Size Life          | Pat Metheny     | 4:45  |
| 2. | Sirabhorn                 | Pat Metheny     | 5:29  |
| 3. | Unity Village             | Pat Metheny     | 3:40  |
| 4. | Missouri Uncompromised    | Pat Metheny     | 4:21  |
| 5. | Midwestern Nights Dream   | Pat Metheny     | 6:00  |
| 6. | Uniquity Road             | Pat Metheny     | 3:35  |
| 7. | Omaha Celebration         | Pat Metheny     | 4:18  |
| 8. | Round Trip/Broadway Blues | Ornette Coleman | 4:58  |

## Musiciens
- Pat Metheny : Guitare électrique 6 cordes, Guitare à douze cordes
- Jaco Pastorius : Basse fretless
- Bob Moses : Batterie